# Carmen Silva (atriz)
Carmen Silva, nome artístico de Maria Amália Feijó (Pelotas, 5 de abril de 1916 — Porto Alegre, 21 de abril de 2008), foi uma atriz brasileira. Ganhou o prêmio Molière, por sua atuação na peça Mais quero asno que me carregue que cavalo que me derrube, em 1973. Carmen Silva também chegou a ser homenageada em vida por diversas entidades do Rio Grande do Sul. Fez diversos trabalhos de destaque na Televisão como Os Ossos do Barão, A Viagem,Locomotivas, O Primo Basílio, mas o seu reconhecimento nacional foi em 2003 aos 87 anos na novela Mulheres Apaixonadas, na qual foi considerada uma vovó revelação ao lado de Oswaldo Louzada, seu parceiro de atuação.

## Biografia
Maria Amália Feijó nasceu em Pelotas, Rio Grande do Sul, em 5 de abril de 1916. Adotou o nome artístico de Carmen Silva, em 1939, quando ingressou na carreira de atriz, na Rádio Cultura de sua cidade.
Em 1935, entrou para a Cinédia e faz seu primeiro filme: Estudantes, de Wallace Downey, com Aurora Miranda e Mesquitinha. Em 1949, participou do último musical dirigido por Adhemar Gonzaga: Quase no Céu, ao lado de Walter D'Ávila e Renata Fronzi, entre outros.
Em 1955, Carmen ingressou na Companhia Dulcina de Moraes e participou da peça Vivendo em Pecado, de Terence Rattigan. Com Dulcina ainda apareceu em O Imperador Galante, de Raimundo Magalhães Júnior e Chuva, de Somerset Maugham. Ainda no Rio Grande do Sul, quando circulava com espetáculos teatrais, além de atuar como atriz nas peças, era La cantante Carmen Silva nos atos variados da companhia de que participava. Atos variados eram atos apresentados após as peças, eram praticamente obrigatórios e, como diz o nome, poderiam ser de mágica, música ou outra manifestação artística. Em 1957, já na Companhia Maria Della Costa, foi para a Europa com os espetáculos Manequim, de Henrique Pongetti; O Canto da Cotovia, de Jean Anouilh; e Rosa Tatuada, de Tennessee Williams. Em 1961, Carmen passou a integrar o Teatro Brasileiro de Comédia (TBC), trabalhando em A Escada, de Jorge Andrade; Yerma, de Garcia Lorca, entre outros.
Na televisão fez sua primeira aparição em 1956, em Anos de Ternura, na TV Record. Em 1970, apareceu em Pigmalião 70, na TV Globo, ao lado de Tônia Carrero e Sérgio Cardoso. Participou de outras novelas importantes da emissora como Os Ossos do Barão e Locomotivas. Mas foi em Mulheres Apaixonadas, novela de Manoel Carlos (2003), aos 87 anos, que fez grande sucesso ao interpretar Flora, uma idosa que era maltratada junto com o marido, Leopoldo, vivido por Oswaldo Louzada pela neta maldosa, Doris, papel de Regiane Alves.
Em 2002, reuniu seus textos radiofônicos no livro Comédias do Coração e Outras Peças para Rádio e TV, teve sua história registrada pela jornalista Marilaine Castro da Costa em Carmen Silva, a Dama dos Cabelos Prateados.
Era uma das mais idosas atrizes em atividade do país, com 92 anos de idade, quando morreu, a 21 de abril de 2008, no Hospital Mãe de Deus, em Porto Alegre. O motivo da morte foi falência de múltiplos órgãos.

## Filmografia

### Cinema
| Ano  | Título                         | Personagem          | Notas                                  |
| ---- | ------------------------------ | ------------------- | -------------------------------------- |
| 1935 | Estudantes                     | Lobélia Marchetti   |                                        |
| 1948 | Chuva de Estrelas              | —                   |                                        |
| 1949 | Quase no Céu                   | Sanfoneira          |                                        |
| 1955 | Carnaval em Lá Maior           | Mulher de Chapéu    |                                        |
| 1957 | Rebelião em Vila Rica          | —                   |                                        |
| 1958 | O Grande Momento               | —                   |                                        |
| 1971 | Elas                           | —                   | Segmento: "O Artesanato de Ser Mulher" |
| 1975 | Guerra Conjugal                | Amália              | Segmento: "As Três Virgens"            |
| 1977 | Contos Eróticos                | Tia Cotinha         |                                        |
| 1982 | Amor de Perversão              | Idália              |                                        |
| 1983 | Idolatrada                     | Alice               |                                        |
| 1990 | O Gato de Botas Extraterrestre | Rainha              |                                        |
| 1997 | Até Logo, Mamãe                | Mafalda             | Curta-metragem                         |
| 1997 | Dedos de Pianista              | Clara               | Curta-metragem                         |
| 1999 | Quadrilha                      | Velhinha Fofoqueira | Curta-metragem                         |
| 2002 | Lembra, Meu Velho?             | Dora                | Curta-metragem                         |
| 2003 | A Festa de Margarette          | Avó de Margarette   |                                        |
| 2004 | Concerto Campestre             | Baronesa            |                                        |
| 2005 | Café da Tarde                  | Iara                | Curta-metragem                         |
| 2007 | Valsa para Bruno Stein         | Almerinda           |                                        |

### Televisão
| Ano  | Título                     | Personagem            | Nota                             |
| ---- | -------------------------- | --------------------- | -------------------------------- |
| 1956 | Grande Teatro Tupi         | Vários personagens    |                                  |
| 1958 | Cela de Morte              | —                     |                                  |
| 1959 | Ligações Perigosas         | —                     |                                  |
| 1959 | O Anjo de Pedra            | —                     |                                  |
| 1970 | Pigmalião 70               | Condessa Cavanca      |                                  |
| 1971 | A Próxima Atração          | Dona Saudade          |                                  |
| 1971 | Minha Doce Namorada        | Dona Nina             |                                  |
| 1972 | Signo da Esperança         | Lindolfa              |                                  |
| 1972 | Bel Ami                    | Dona Gertrudes        |                                  |
| 1972 | Quero Viver                | Carmela               |                                  |
| 1973 | Os Ossos do Barão          | Melica                |                                  |
| 1973 | Vendaval                   | —                     |                                  |
| 1973 | Venha Ver o Sol na Estrada | Vovó Tonica           |                                  |
| 1973 | Vidas Marcadas             | Deborah Monteiro      |                                  |
| 1974 | Ídolo de Pano              | Pauline de Clemon     |                                  |
| 1975 | A Viagem                   | Dona Isaura Veloso    |                                  |
| 1975 | Teatro 2                   | Melica                | Episódio: " A Escada"            |
| 1975 | Teatro 2                   | Sinhá Maria Eugênia   | Episódio: " Terra Natal"         |
| 1977 | Locomotivas                | Adelaide              |                                  |
| 1978 | Sinal de Alerta            | Coló                  |                                  |
| 1979 | Cara a Cara                | Milú                  |                                  |
| 1980 | Pé de Vento                | Nóca                  |                                  |
| 1981 | Baila Comigo               | Andreza Martins       |                                  |
| 1981 | Os Adolescentes            | Cotinha               |                                  |
| 1982 | Ninho da Serpente          | Maria Clara           |                                  |
| 1983 | Campeão                    | Joana                 |                                  |
| 1983 | Sabor de Mel               | Jojô Medeiros         |                                  |
| 1984 | Meus Filhos, Minha Vida    | Ana                   |                                  |
| 1984 | Caso Verdade               |                       | Episódio: " Blumenau, Tudo Azul" |
| 1988 | O Primo Basílio            | Dona Virgínia Lemos   |                                  |
| 1992 | Você Decide                | —                     | Episódio: "Sagrada Família"      |
| 2003 | Mulheres Apaixonadas       | Flora de Sousa Duarte |                                  |
| 2003 | Zorra Total                | Dadá                  |                                  |
| 2006 | A Diarista                 | Dona Gilda            | Episódio: " Aquele da Chuva"     |
| 2006 | A Diarista                 | Dona Gilda            | Episódio: " Marinete Não Chega"  |

## Teatro[15]
- 1935–1945 - apresentações com a Cia Sorriso
- 1939 - Peg do Meu Coração
- 1950 - Chuva
- 1953 - O Imperador Galante
- 1955 - Vivendo em Pecado
- 1955 - Os Inocentes
- 1955 - O Homem de Minha Vida
- 1955 - Figueira do Inferno
- 1955 - A Alegria de Viver
- 1957 - Manequim
- 1957 - Rosa Tatuada
- 1957 - O Canto da Cotovia
- 1960 - A Falecida
- 1961 - A Escada
- 1962 - A Morte do Caixeiro Viajante
- 1962 - Yerma
- 1962 - A Revolução dos Beatos
- 1963 - Os Ossos do Barão
- 1964/1965 - Como Vencer na Vida Sem Fazer Força
- 1971 - Senhora
- 1972 - Em Família
- 1973 - Mais Quero Asno que Me Carregue que Cavalo que Me Derrube
- 1983 - Oito Mulheres
- 1990 - A Promessa
- 1999 - Esta Noite Estou Só